# Куп пет нација 1981.
Куп пет нација 1981. (службени назив: 1981 Five Nations Championship) је било 87. издање овог најелитнијег репрезентативног рагби такмичења Старог континента. а 52. издање Купа пет нација.
Гренд слем је освојио национални тим Француске.

## Учесници
Напомена:
Северна Ирска и Република Ирска наступају заједно.
|   | Селекција                      | Стадион                             | Селектор    |
| - | ------------------------------ | ----------------------------------- | ----------- |
| 1 | Рагби репрезентација Француске | Парк принчева, Париз (48 718)       | Жак Фури    |
| 2 | Рагби репрезентација Енглеске  | Стадион Твикенам, Лондон (82 000)   | Мајк Дејвис |
| 3 | Рагби репрезентација Шкотске   | Стадион Марифилд, Единбург (67 144) | Дерик Грант |
| 4 | Рагби репрезентација Велса     | Кардиф армс парк, Кардиф (65 000)   | Џон Љојд    |
| 5 | Рагби репрезентација Ирске     | Ленсдаун роуд, Даблин (48 000)      | Том Кирнан  |

## Табела
|   | Селекција                      | ИГ | Д | Н | И | ПД | ПП | ПР  | Б |  |
| - | ------------------------------ | -- | - | - | - | -- | -- | --- | - |  |
| 1 | Рагби репрезентација Француске | 4  | 4 | 0 | 0 | 70 | 49 | +21 | 8 |  |
| 2 | Рагби репрезентација Енглеске  | 4  | 2 | 0 | 2 | 64 | 60 | +4  | 4 |  |
| 2 | Рагби репрезентација Шкотске   | 4  | 2 | 0 | 2 | 51 | 54 | -3  | 4 |  |
| 2 | Рагби репрезентација Велса     | 4  | 2 | 0 | 2 | 51 | 61 | -10 | 4 |  |
| 5 | Рагби репрезентација Ирске     | 4  | 0 | 0 | 4 | 36 | 48 | -12 | 0 |  |

## Индивидуална стастика
Највише поена
- Дасти Хер 30, Енглеска

Највише есеја
- Лорент Пардо 2, Француска